# Mareb
Mareb (na dolním toku spíše známá pod názvem Gaš) je řeka ve východní Africe, dlouhá 440 km. Pramení na náhorní plošině ve střední Eritreji nedaleko Asmary a teče zprvu k jihu, pak se stáčí západním a severozápadním směrem, zprava přibírá hlavní přítok Obel a zleva Balasu. Koryto Marebu je po většinu roku vyschlé a naplní se pouze v období dešťů, kdy dochází k častým záplavám – ani tehdy však většina vody nedoteče do Atbary, ale vsákne se do písku v pustinách východního Súdánu. Řeka je významná tím, že tvoří přírodní hranici mezi Eritreou a Etiopií, v jejím povodí se proto odehrávaly těžké boje za první italsko-etiopské války, druhé italsko-etiopské války i eritrejsko-etiopské války. Kraj podél řeky obývá národ Kunamů.